# Лафер, Герман Шлёмович
Герман Шлёмович Лафер (1936—2014) — советский и российский энтомолог (колеоптеролог). Крупный специалист по таксономии жуков Дальнего Востока. 
Занимался исследованиями жуков-жужелиц (преимущественно Cicindelidae и Carabidae) и близких семейств (Caraboidea). Немало времени уделял изучению и наблюдениям за птицами. В ходе полевых работ на юге Дальнего Востока России, позже в Японии и в Корее, обнаружил несколько новых и редких для Приморья и фауны России видов птиц[каких?]. Является одним из авторов и редактор книг «Определителя насекомых Дальнего Востока СССР», посвященных жукам. Автор более 100 научных публикаций. Впервые описал несколько десятков новых видов жуков, включая Sikhotealinia zhiltzovae, который является единственным современным представителем мезозойского семейства Jurodidae.

## Биография
Родился в Горьком (ныне Нижний Новгород) в 1936 году, в семье Соломона (Шлёмы) Иосифовича Лафера (1900—1946) и Таисии Емельяновны Лафер (1904—1980). С самого детства увлекался птицами и насекомыми. В 1952 году вступил в кружок юннатов при Дворце пионеров. Вместе с другими юннатами участвовал в многочисленных экскурсиях и экспедициях по Горьковской области и в Мордовский заповедник, отлавливал животных для живого уголка, прошел практику полевых орнитологических наблюдений.
В 1954—1959 годах учился на химическом факультете в Горьковском университете. Получил квалификацию химика-исследователя по специальности радиохимия. В 1955 году посетил биостанцию Московского Университета в Окском заповеднике. В летние каникулы 1956 и 1957 годов, будучи в составе студенческих отрядов, принимал участие в уборке урожая в северном Казахстане и на Алтае, где в свободное время занимался сборами насекомых и наблюдениями за птицами. В 1959 году, после окончания университета, уехал на работу во Владивосток, в Центральную лабораторию Приморского геологического управления. В летнее время принимал активное участие в экспедициях Дальневосточного университета в Приморском крае и на острове Кунашир.
В 1971 году перешел на работу в Биолого-почвенный институт ДВО АН СССР. Затем поступил в аспирантуру к известному колеоптерологу Олегу Леонидовичу Крыжановскому, работая в Зоологическом институте АН СССР.
Занимался полевыми исследованиями в Приморском и Хабаровском краях, в Амурской области, на Сахалине, Кунашире и Итурупе. В 1987 году в связи с работами по подготовки томов «Определителя насекомых Дальнего Востока», прекратил полевые работы. В 1991—1992 годах совместно с японскими колеоптерологами осуществил экспедиции в Приморском крае и в Японии. В 1994, 1995 и 1998 годах посетил несколько университетов в Южной Корее для проведения работы по совместному изучению корейских жужелиц и совместных полевых исследований на юге Кореи.

## Важнейшие работы
- Лафер Г. Ш., Назаров Ю. Н., 1967 Косматый поползень (Sitta villosa Verr.) новый вид авифауны СССР // Зоол. ж., т. XLVI, N 4. С. 629—630.
- Лафер Г. Ш., Назаров Ю. Н., 1970 Красношейный дятел (Dendrocopos hyperythrus (Vig.) новый вид фауны СССР // Паразит. и зоол. исследования на Дальнем Востоке. Владивосток. С. 24-25.
- Лафер Г. Ш., Золотаренко Г. С., 1971 Яванский бомбардир Pheropsophus javanus (Dejean) — новый вид жужелиц (Coleoptera, Carabidae) в фауне СССР // Новые и малоизвестные виды Сибири. Новосибирск. С. 64-70.
- Лафер Г. Ш., 1976 Два новых вида жужелиц рода Agonum Bon. (Coleoptera, Carabidae) с Дальнего Востока // Энтомол. обозр., т. 55, N 3. С. 620—624.
- Лафер Г. Ш., 1977 К изучению жужелиц (Coleoptera, Carabidae) пояса темнохвойной тайги Сихотэ-Алиня в Приморском крае // Фауна и биология насекомых Дальнего Востока. Владивосток. С. 5-34.
- Лафер Г. Ш., 1979 Жужелицы подрода Feroperis nov. рода Pterostichus Bon. (Coleoptera, Carabidae) // Жуки Дальнего Востока и Восточной Сибири. Владивосток. С. 3-35.
- Лафер Г. Ш., 1980 Обзор жужелиц подродов Bradytus Steph. и Leiocnemis Zimm. (Coleoptera, Carabidae) Дальнего Востока СССР. Владивосток, С. 43-68.
- Лафер Г. Ш., 1980 Жуки-прицепыши (Coleoptera, Dryopidae) Дальнего Востока СССР // Фауна пресных вод Дальнего Востока. Владивосток. С. 44-53.
- Лафер Г. Ш., 1983 О составе подрода Lagarus Chaud. и его связях с близкими подродами рода Pterostichus Bon. (Coleoptera, Carabidae) // Энтомол. обозр., т. 62, N 2. С. 331—340.
- Лафер Г. Ш., 1984 О составе подрода Lagarus Chaud. и его связях с близкими подродами рода Pterostichus Bon. (Coleoptera, Carabidae). 2. Систематический обзор восточноазиатских видов подрода Lagarus Chaud. // Систематика насекомых Дальнего Востока. Владивосток. С. 18-30.
- Лафер Г. Ш., 1989 3. Сем. Trachypachidae // Определитель насекомых Дальнего Востока СССР. Т. 3. Жесткокрылые, или жуки. Ч. 1. Л., С. 70-71.
- Лафер Г. Ш., 1989 4. Сем. Carabidae — Жужелицы // Определитель насекомых Дальнего Востока СССР. Т. 3. Жесткокрылые, или жуки. Ч. 1. Л., С. 71-222.
- Лафер Г. Ш., 1992 4. Сем. Carabidae — Жужелицы. 42. Agonum Bon. // Определитель насекомых Дальнего Востока СССР. Т. 3. Жесткокрылые, или жуки. Ч. 2. Санкт-Петербург, С. 602—621.
- Ueno S.-I., Lafer G. Sh., 1992 A new anophthalmic Trechiama (Coleoptera, Trechidae) from Central Hokkaido, Northeast Japan // Elytra. Tokyo. Vol. 20. N 2. P. 137—143.
- Ueno S.-I., Lafer G. Sh., 1994 Two relatives of Trechus nakaguroi (Coleoptera, Trechinae), with notes on the Trechus fauna of Northeast Asia // Bull. Natn. Sci. Mus., Tokyo. Ser. A. Vol. 20. N 3. P. 116—126.
- Ueno S.-I., Lafer G. Sh., 1994 Occurence of Trechoblemus postilenatus (Bates)(Coleopera, Carabidae) in Sakhalin // Elytra. Tokyo. Vol. 22. N 2. P. 215—219.
- Ueno S.-I., Lafer G. Sh., Sundukov Yu. N., 1995 Discovery of a new Trechodine (Coleoptera, Trechinae) in the Russian Far East // Elytra. Tokyo. Vol. 23. N 1. P. 109—117.
- Paik J. C., Lafer G. Sh., 1995 A new species of Onycholabis Bates (Coleoptera, Carabidae) from Jejudo, South Korea // Spec. Bull. Jpn. Soc. Coleopterol., Tokyo. N 4. P. 253—257.
- Лафер Г. Ш., 1996 Сем. Sikhotealiniidae // Определитель насекомых Дальнего Востока России. Т. 3. Жесткокрылые, или жуки. Ч. 3. Владивосток. С. 390—396.
- Лафер Г. Ш., 1996 4. Сем. Сarabidae — Жужелицы. Дополнение 3. // Определитель насекомых Дальнего Востока России. Т. 3. Жесткокрылые, или жуки. Ч. 3. Владивосток. С. 396—408.